# Estreito do Investigador

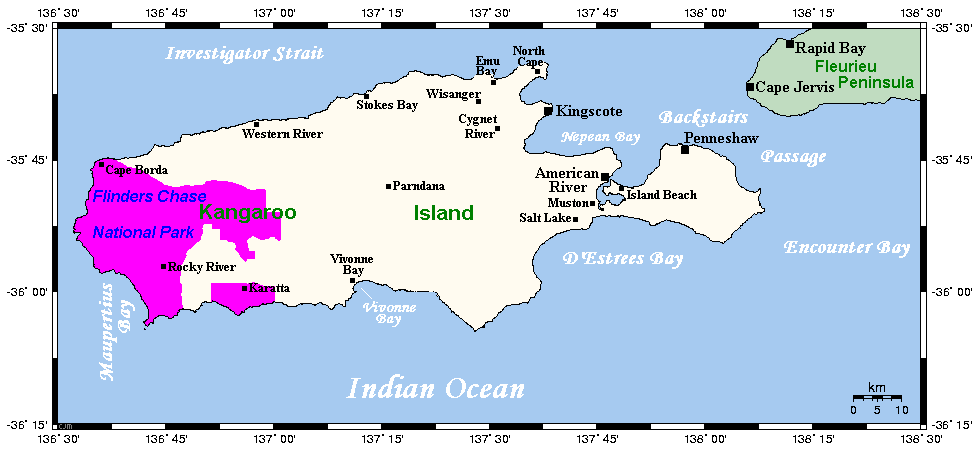
O estreito do Investigador fica a norte da ilha Kangaroo

O estreito do Investigador é um estreito entre a península de Yorke, no continente australiano, e a ilha Kangaroo, na Austrália Meridional. Foi assim designado por Matthew Flinders a partir do seu navio, o HMS Investigator, na sua viagem de 1801–1802.